# 芸能人が本気で考えた!ドッキリGP
『芸能人が本気で考えた!ドッキリGP』（げいのうじんがほんきでかんがえた ドッキリグランプリ）は、フジテレビ系列で2018年11月10日から放送されているバラエティ番組。

## 概要
「ドッキリを知り尽くした芸能人たち」がクリエイターとなり引っかかりやすいドッキリを本気で考案し、ドッキリを仕掛けるというコンセプトで開始された。そのコンセプトの元でドッキリを仕掛ける過程、ネタばらし後の仕掛け人、スタッフ、ターゲットのやりとりやなどに焦点を当てた上でドッキリをおくる。
2018年11月10日よりレギュラー化されて放送されている。フジテレビ系列でのドッキリ番組は1997年に終了した『スターどっきり大作戦』以来21年ぶりとなり、小池栄子が同局のレギュラー番組でMCを務めるのは2006年に終了した『水10!ワンナイR&R』以来12年ぶりとなる。なお、東野幸治、ホンジャマカの恵俊彰は前番組『世界!極タウンに住んでみる』からの続役となる。
当初は毎週土曜20:00 - 21:00に放送されていたが、2021年10月より放送枠を『新しいカギ』に譲り、土曜19:00 - 20:00に繰り上げとなった（いずれもJST）。ただし、一部の期間を除いて想定上の前座・後続番組である『超逆境クイズバトル!! 99人の壁』および『新しいカギ』との原則隔週での2時間放送となっている。
開始して当初、直後番組『土曜プレミアム』との接続はステブレレスだったが、2019年4月よりジャンクション・ステブレ入りになった。
進行部分は当初、スタジオセットを組んだうえで観客を入れて収録していたが、2020年の新型コロナウイルス流行以降は、クロマキー合成を施したうえで無観客で収録している。
2021年放送分より、FODおよびTVerにて配信している。

## 番組の沿革
当番組は『爆笑 大日本アカン警察』や『ダウンタウンなう』などで知られる蜜谷浩弥と構成作家の酒井健作により、「子どもたちに放送を楽しんでもらえるドッキリ番組」をコンセプトとして、立ち上げられた番組である。2016年10月15日から2018年4月6日までは、主に『土曜プレミアム』枠などのゴールデンタイム・プライムタイムでで特別番組『芸能人が本気で考えた!ドッキリさせちゃうぞGP』（げいのうじんがほんきでかんがえたドッキリさせちゃうぞグランプリ）のタイトルで不定期放送された。
22年間続いた『めちゃ×2イケてるッ!』の後継で開始したものの、視聴率が振るわず半年で終了した『世界!極タウンに住んでみる』の後番組として2018年10月、レギュラー放送開始。前番組の制作・著作であったIVSテレビ制作が制作協力のもと、IVSテレビ制作取締役の中村秀樹が総合演出を担当した。
レギュラー放送開始から一貫して短い尺で行う「秒でドッキリ」をメインコーナーとして番組を展開している。その一方で開始初期は「名作ドッキリリバイバル」と称した『スターどっきり（秘）報告』のリバイバル企画や、「泣けるドッキリ」と称した感動系のドッキリ企画も多く展開していた。また「騙し」のドッキリにとどまらず、犬や猿などの動物が人工物を用いたゲームに悪戦苦闘する、芸人の進行のもと子どもが「サプライズ」賞品を賭けたクイズにチャレンジするといった企画も広義の「芸能人が本気で考えたドッキリ」として放送していた。
2019年からは毎年8月に『24時間テレビ 「愛は地球を救う」』（日本テレビ）の裏で、『めちゃ×2イケてるッ!』の企画「24時間対抗テレビ」の後継「ドッキリも地球を救う!4時間TVSP」を4時間スペシャル（19時00分 - 23時10分）で放送されるのが恒例となっており、2021年の放送回以降はコア視聴率で『24時間テレビ』に善戦するなど好評を博している。ただし、2020年のみ『超ド級!世界のありえない映像』が放送されたため、本企画は行われていない。
2020年1月11日より若年層に番組の魅力を訴求する起爆剤として、蜜谷が以前から目をつけていた菊池風磨（timelesz）と当番組にハマる原石として発掘した向井康二（Snow Man）が「ドッキリクリエイター」としてレギュラーに加入した。
2022年より、かつて『とんねるずのみなさんのおかげでした』のコーナー「全落・水落シリーズ」などのドッキリ企画を担当し、パイロット版からディレクターを務めていた中川将史に総合演出が交代された。それ以降は中川と酒井が中心となってドッキリを考案するようになり「芸能人が本気で考えた」のコンセプトは形骸化された。また7割のドッキリで中川自らが「いつものD」名義で仕掛け人を務めるようになった。

### 菊池風磨の「許せない!!」
現在総合演出を務める中川はディレクター時代に、ジャニーズ事務所（当時）に対して菊池へのドッキリとして「泥まみれになるドッキリ」「水泳でパンツが解けてハダカになるドッキリ」「股間がスースーするドッキリ」を実行したところ、アイドルにもかかわらず、ほぼ全裸の状態で股間を隠しながら「許せない!!」と叫ぶ羽目になってしまった。この回以降、菊池にドッキリを仕掛けるたびに「許せない!!」を叫ぶことがお決まりになっている。このリアクションがきっかけで、菊池の名は視聴者に広く知れ渡ることになり、バラエティで引っ張りだこになった。のちに菊池自身もこの番組に出演したことがキャリアの中で大きかったと振り返っている。
2022年3月に、中川の企画・演出によるスピンオフ番組『菊池風磨の許せないTV』が制作され、2023年10月より『何か“オモシロいコト”ないの?』のタイトルでレギュラー化された。2025年4月からは蜜谷の企画・プロデュースによる3本目のスピンオフ番組『タイムレスマン』が開始される。

## 出演者

### 現在の出演者
MC
- 東野幸治 - 前番組『世界!極タウンに住んでみる』からの続役。
- 小池栄子 - レギュラー版より出演。

レギュラー（ドッキリクリエイター）
☆印は隔週出演。
- 恵俊彰（ホンジャマカ） - レギュラー版より出演。東野同様、前番組から続投。
- ☆菊池風磨（timelesz） - 2020年1月11日より出演。
- ☆向井康二（Snow Man） - 2020年1月11日より出演。
- 松田元太（Travis Japan） - 2025年1月25日より出演。

準レギュラー
いずれもゲスト扱い。
- 柴田英嗣（アンタッチャブル）
- 長谷川忍（シソンヌ）
- 若槻千夏

仕掛け人
- 中川将史（総合演出） -「いつものD」名義で出演。

### 過去の出演者
MC
- ウエンツ瑛士 - 不定期特番のみ出演。イギリス留学に伴う活動休止のためレギュラー版には出演せず。帰国直後の2020年4月25日放送分以降、不定期にゲスト出演。2023年4月からTBSの裏番組『熱狂マニアさん!』に出演しているため、現在当番組には出演していない。

レギュラー（ドッキリクリエイター）
- 堀内健（ネプチューン） -不定期特番には出演していたが、『ジョブチューン アノ職業のヒミツぶっちゃけます!』との兼ね合いでレギュラー版開始後は出演しなくなった。
- ヒロミ - スタジオ出演は不定期特番のみ。

準レギュラー
- ☆平成ノブシコブシ（吉村崇・徳井健太） - ゲスト扱い。

CG
- ドキ子 - MC席後方のモニターに映っているキャラクター。当初はスタジオ進行役を務めていた（担当声優は未公表）。

## コーナー

### 秒でドッキリ
一瞬で驚くショートドッキリをかける。一部のドッキリはスタジオ収録中にも仕掛けられることがある。
秒でお酢
おかずクラブ考案。「サウナ後のラムネ」（オカリナ考案）や「わんこそば」（ゆいP考案）など、ほぼほぼ飲むことが不可避な状況で酢を飲ませる。
秒で明かりがついたらアパ社長
ゆいP考案。ターゲットのいる部屋が停電して真っ暗となり、復旧すると目の前にアパ社長（アパグループ社長・元谷芙美子）が出現しているというドッキリ。アパ社長の不在時はそれ風の衣装にゾンビマスクを被った「アパゾンビ」が代理を務める。その後、スタジオにも出現する場合もある。
秒でスーツケース人間
池田美優考案。ロケの前乗りとして泊まることになったホテルの部屋に不審なスーツケースが置かれており、近づくと手足が生えて追いかけてくる。
秒でクイズ！ゴキブリ風船爆弾
恵考案。楽屋にいるターゲットに「○○を△△個答えろ」などのクイズが出題され、巨大風船が登場。どんどん膨らんでいき、最終的に破裂して中から大量のおもちゃのゴキブリが飛び出す。
なお、食事中の視聴者に不快な思いをさせないためゴキブリには「G」のモザイク処理を施しているが、見逃し配信では修正を施さずに配信している。これは、後に登場するゴキブリ関連のドッキリでも同様。
秒で2択クイズ
恵考案。狭い廊下に案内されると突如2択クイズが出題され、選択肢が書かれた壁が次第に迫ってくる中で正解だと思う方に飛び込まなければならない状況になるが、どちらを選んでも泥または粉のプールに繋がっている。
秒でシャワー中に上からお化け
恵考案。「健康診断特番での頭皮チェックのため」、または「秒で2択クイズ」での汚れを落とすためと称し、ターゲットにシャワー室で髪を洗ってもらっている最中、天井からお化けが出てきて驚かす。通常はお化けに扮した鈴木Q太郎（ハイキングウォーキング）が仕掛け人を務めるが、映画『貞子』上映時には貞子が、映画『スパイダーマン:ファー・フロム・ホーム』上映時にはスパイダーマンが登場した。
秒でリアル衝撃映像
カズレーザー（メイプル超合金）考案。控室のモニターで「カメラの方に人や自転車が突っ込んでくる」という衝撃映像を見ていると、人がモニターを突き破るようにして本当に飛び出してくる。
秒でタクシードライバーがのっぺらぼう
ISSA考案。車の運転をしていたタクシー運転手やロケバスの運転手が振り返るとのっぺらぼうになっているというホラー系ドッキリ。
秒でムック
ガチャピン考案。夜道や暗い部屋からいきなりムックが飛び出してターゲットを驚かす。
秒でボール蹴ってください
じゅんいちダビッドソン考案。湾岸スタジオの敷地内でサッカーをするOLたちのサッカーボールが逸れてターゲットに転がっていき、「ボール蹴ってください!」というお願いに応じてターゲットがボールを蹴るタイミングで発泡スチロール製のボールが爆発する。
秒で大きい赤ちゃん
秋山竜次（ロバート）考案。フジテレビの球体展望室でロケの打ち合わせをしていると、成人サイズの乳母車の中から赤ちゃんに扮した秋山が現れ、ターゲットに無茶ぶりをする。
秒で逆白雪姫
板倉俊之（インパルス）考案。「寝ている白雪姫に王子様がキスをして起こす」という本来の白雪姫のストーリーとは逆に、マッサージを受けて眠ってしまった男性のターゲットに、白雪姫に扮したバービーがキスをして目覚めさせ、驚かす。
秒でフィッシングミサイル
菅良太郎（パンサー）考案。釣り番組の偽ロケ中、ターゲットが池に釣り針を垂らしてデッキチェアに腰掛けた途端、チェアの下の地面に埋め込まれた仕掛けでターゲットを跳ね上げ、池に落下させる。
秒でスースーを差し上げます
津田篤宏（ダイアン）考案。ターゲットの男性芸能人が銭湯ロケなどで入浴している間に、パンツの股間部分にハッカやメントールを配合した特製の「スースー液」を塗る。着替えたターゲットはすぐにコメント撮りを求められるが、スースー液で股間を冷やされてそれどころではなくなるうえ、股間を拭ってもらおうとスタッフから手渡される布にもスースー液が染み込ませてあるため、さらに悶絶することになる。
秒で獅子舞がはなさない
菅（パンサー）考案。ターゲットの頭に獅子舞が噛み付き、そのまま延々と離さない。主なターゲットはカンニング竹山。2020年以降、新型コロナウイルスの影響により実演困難な状況が続いていたが、2021年5月8日放送分以降は昴生（ミキ）をターゲットとし、「3分ごとに消毒剤を散布（ターゲットの頭にかかる）」「噛んでいる時間は15分以内」「獅子舞を担当するのは実弟の亜生」をするなど、感染対策をしたうえで実施されていたが、2023年6月17日放送分より以前の形態が復活した。
秒で海からスプラッシュ
田島直弥（アイデンティティ）考案。ターゲットが偽のロケのオープニングを海の近くで撮影している途中、ターゲットの背後に突然アクアボーダーが現れてジェットとして利用している海水を上からかけてずぶ濡れにさせるドッキリ。2021年の放送分ではWアクアボーダーシステムが導入。アクアボーダー2人による攻撃で威力は2倍となった。
秒で猿ドッキリ
日光さる軍団の猿たちがターゲットとなる芸能人を驚かせる。歌の収録中や水中での息止めチャレンジ直後などに仕掛けられる。
秒でVチューバーパニック
すゑひろがりず考案。Vチューバーの操作体験をしているところに熱したおしぼりを次々と投げ、そのリアクションをリアルとバーチャルの両方で楽しめるドッキリ。
秒で鼻毛ゼロ
陣内智則考案。ターゲットの芸能人が偽ロケなどでヘッドスパを体験している最中、目隠しで視界を遮っている間にブラジリアンワックスを塗った棒を鼻腔に挿入する。ターゲットは直後に異変に気付くものの、痛みに怯えながら強制的に鼻毛のワックス脱毛をする羽目になる。
秒でオールバック
菊池考案。メイク室で髪の毛をセット中、大きなドライヤーから強風を浴びせられたり、ヘアジェルで固められたりしてターゲットの髪型をオールバックにさせる。
秒で東野の顔→秒で東野の顔犬
小池考案。グルメロケなどを行い、料理が入っている炊飯器や冷蔵庫などを開けると東野の頭部の模型が出てくる。元々は子供向けに製作された着ぐるみキャラクター「おしり人間コージ」の股間部分のパーツだったが、小池曰く「お母様方からの意見」によりコーナーが打ち切られたことから、「着ぐるみ製作費90万円の減価償却をする」という名目で何度も放送されている（1回につき2万円が償却されるという設定）。さらに四足歩行ロボットに被せた人面犬「東野の顔犬」として動作でターゲットを驚かす形に応用されている。
秒で炎上先生・秒でデヴィ夫人が炎上
学校を再現したセットで武田鉄矢が漢字の講義を行うが、しばらくすると武田の頭髪（実は発火装置を仕込んだカツラ）に火が点く（頃合いを見計らって消防隊員役のスタッフが消火する）。コーナーオープニングは武田の主演テレビドラマ『3年B組金八先生』の再現映像となっており、こちらでも彼の頭に火が点いている。
同様に、デヴィ夫人との対談の最中に夫人の頭（実は発火装置を仕込んだカツラ）が炎上するというバリエーションもある。
秒でお宝みこし
ターゲットの男性芸能人を桜の花びらを模した茂みの上に立たせ、その下に隠していた神輿（持ち手の内側には床に当たる部分がなく、ロープが縦横に貼られている）ごと持ち上げ、その際に体を支えるロープが股間に直撃するため悶絶することになる（「お宝」とは股間を意味する）。
秒でBOMB BOMBチェアー
スティーブ・ジョブズが小学生時代に教授に対して仕掛けたとされる「先生の椅子に火薬を仕掛けた」という話を元に再現。ニセのインタビュー番組にて、ターゲットがコーヒーを飲みながら仕事の流儀を語る最中に椅子の下で火薬を爆発させる。
秒でチューチュートレイン
ジョン・F・ケネディが高校時代、トイレの個室に火が点いた爆竹を放り込んだという逸話を参考にしたドッキリ。スタッフに誘導されてトイレや更衣室に入ったターゲットの足元に、大量のネズミの人形と火薬を積んだラジコン「チューチュートレイン」を突入させ、連続爆破する。ただし、コンプライアンス上の理由付けにより、ギックリ腰となっているターゲットに対しては爆破は行わない。
秒であったかい温泉かと思ったら水
前田利益（前田慶次）が行っていたとされるイタズラ話を元に再現。美女との温泉ロケとして男性芸能人を呼び出し、冷水に差し替えた温泉に入れさせる。ドライアイスで湯気を再現し、温泉に入っている女性芸能人は防寒のため肌色のドライスーツを着用している。
秒でとび箱跳んだら池
池谷幸雄考案。交通安全のCMの撮影としてターゲットが池に設置されたとび箱を跳んで着地して決めゼリフを言うもので、リハーサルの時は飛んでも池に落ちるような位置ではなく着地点のマットが敷いてあり、一旦油断させる。本番前にターゲットのメイク直しを行っている最中、スタッフがマットを取り除いて跳び箱を池ギリギリの位置へとずらし、本番の撮影時、とび箱を跳んだ後、そのまま池へ落下してしまうドッキリ。
秒でポップアップで登場&即退場
菊池考案。ターゲットは『FNS歌謡祭』の番宣と称してポップアップで登場し、ステージに着地してから番宣を行うと思っているが、その着地点が落とし穴になっていてそのまま落下=画面から退場してしまう。
秒で三塁ベース木っ端微塵
草野球チームの助っ人として呼ばれたターゲットが走塁し、三塁ベースに到達する直前でベースが爆発する。
秒でそのまんまタトゥー
ターゲットにちなんだそのまんまの言葉を額にタトゥーとして刻まれる。本物のタトゥーではなく専用のプリントマシンで印字しているのでメイク落としで簡単に落ちるとされる。
秒でアップダウン足湯
フジテレビ社屋前に設置された「バンジートランポリン」というアトラクションを体験中、スタッフによりトランポリンの上に足湯（熱湯）が入ったビニールプールが差し込まれ、ターゲットは強制的にアップダウンしながら足湯に浸かってしまう。
秒でジップライン落下
ターゲットをこもれび森のイバライドにあるアトラクション「ロングジップスライド」体験の偽ロケで呼び出すが、ターゲットが利用する湖上を通るコースは番組が設置した偽物で、滑走の途中で滑車から切り離されて湖へと落下する。
秒でティーパックマン
ラフくんをはじめとしたゆるキャラの着ぐるみ集団に紛れ込む形で『キン肉マン』に登場する超人・ ティーパックマンが現れ、ターゲットに対して熱い紅茶を浴びせる。実施にあたり、『キン肉マン』の作者のゆでたまごから事前に快諾を得ている。
秒で体重発表orあぁ〜しらき
女性芸能人の体重を内密で測定し、その後ネタバラシ。測定した体重を公表するか、あぁ〜しらきのモノマネをするか（はたまたどちらも拒んで帰宅するか）を迫られる。あぁ〜しらきのモノマネを選んだ場合は「あぁ〜しらき軍団」なるものに加入することになる。また、このコーナーで1番目と2番目にドッキリをかけられ、いずれもあぁ〜しらきを選んだ野呂佳代と菊地亜美はそれぞれ「あぁ〜のろ」「あぁ〜きくち」を名乗り、迷うターゲットにバラエティを説き説得を行う仕掛け人として登場する。
秒で明かりがついたら〇〇かと思いきやAD〇〇
ダンスなどをしている最中、室内の照明が落ちる。その間、ターゲットの前に東野の顔やADを配置。ダンスが終わって照明が付いた瞬間それが突然目の前に現れるというドッキリ。
秒で無限牛乳
ターゲットが牛乳の早飲みに挑戦するが、途中で渡される1本だけはホースが繋がっていて飲んでも飲んでも中身が減らない。なお、ホースが繋がっている瓶から出てくるのは本物の牛乳ではなく白く色の付いた水。
秒で最終電車でスパイダーウォーク
ターゲットが夜のロケを終えた後、最終電車で1人で帰ることになるが、その電車にはターゲット以外誰も乗っていない。途中、お坊さんが乗ってくるが、持っている棺桶を置いて降りてしまう。さらにその後停電し、その隙に棺桶からスパイダーウォーク（ブリッジをした状態）の人間が出てくるというドッキリ。スパイダーウォーカーの1名はプロだが、2号として登場する1名は長髪の芸人（鈴木Q太郎、布川ひろきなど）が担当する。
秒でビリビリ風呂
ターゲットを実際に営業している強力な電気風呂に入れる。
秒で50人の土下座
『呼び出し先生タナカ』のスペシャル番組内で当番組代表として出演した女性芸人が、当番組を「クソ番組」などと酷評し、ネットニュースにもなったことから、中川ら総勢約50名が女性芸人に謝罪するというもの。
秒でアメ食い競争中にオジさん
秒で10人11脚コースアウト
秒で瞬間冷凍プール落下　
秒でハシゴの上から「バルス!」
『天空の城ラピュタ』に登場する滅びの呪文「バルス!」から考案。釣り堀のそばに設置された謎の櫓にはしごで登ると、上にはなだぎ武が扮したムスカ大佐がいて、突然「バルス!」と叫び、はしごを外され、釣り堀に突き落とされるドッキリ。

#### 派生企画
芸能人の発案とは異なるフォーマットでショートドッキリを仕掛ける派生版。通常の「秒でドッキリ」の中で同様のドッキリが放送される場合もある。
ドッキリ川柳575
当番組と『月刊コロコロコミック』（小学館）とのコラボ。読者の小学生が投稿したドッキリ川柳を番組が実現する。
「ぬいぐるみ ぎゅっと抱いたら ゲ◯を吐く」（げろっくまくん）
ニセCMの撮影中にくまのぬいぐるみからゲ◯（実際には緑色の液体）を浴びせされるドッキリ。ぬいぐるみ内のタンク内からゲ◯を放出していたが、途中で切れて放出が停止する事象を受け、後にホースからゲ◯を噴射する形式の弐号機に変更。しかし、収録で事故が発生した事（後述）を受け、2025年4月19日放送では座りの体制でゲ◯を浴びせる参号機に変更された。
ドッキリでことわざを学ぶ
ことわざを実行するドッキリ。例えば「七転び八起き」なら、立っている布がテーブルクロス引きの要領で引き抜かれ、転ばされるというのが7回繰り返される。「朱に交われば赤くなる」では赤い塗料にまみれたエキストラに突然襲われ、全身に塗料を塗られる。
「白羽の矢が立つ」
スキンヘッドの白羽忍者が、スキンヘッドあるいは頭髪の薄い芸人（大物歌手などのケースもある）の頭頂部に対して吸盤付き白羽を射るドッキリ。吸盤が外れた場合は失敗となる。
ドッキリのドレミのうた
岩橋良昌（プラス・マイナス）の持ちネタ「やってはいけないドレミのうた」がベース。童謡「ドレミのうた」に合わせ、ドレミファソラシの各階名から始まる7種類のドッキリを個別に仕掛ける。ドッキリ紹介のVTRでは、歌のお兄さんに扮した岩橋が番組の女性ADをバックダンサーにして歌唱する。2022年4月2日放送分ではSnow Man全員をターゲットとしたうえで向井が歌唱したが、最後に他のメンバーに仕掛けたドッキリすべてを自分で受ける羽目になった。2024年8月31日の4時間スペシャル以降は向井扮するマッサマンが歌唱する。
「ファはファスナー上げられる」
顔を覆うサイズのパーカーをターゲットに着せ、写真撮影を行う。その途中、パーカーでターゲットの顔を覆った後、ファスナーを上げてかつロックし、何も見えなくするというドッキリ。ファスナーのロックはターゲットが自力で解除するのは難しい仕様になっている。

「ファはファっけよいのこったではさまれる」
突然、力士2人に挟まれ、泥プールに突き落とされるドッキリ。プール直前で行司からスマホを身に着けているかを確認される。
「シは閉めるの忘れてた」
神保悟志とオープンカーでのドライブ途中で、空気圧のチェックのためにガソリンスタンドに立ち寄り、何故か洗車機がある場所に停車することになり、神保が離席した途端に洗車機が回されるドッキリ。シートベルトや助手席ドアはロックされるため、脱出は困難。
秒でダジャレドッキリ
ダジャレをそのまま実行するというドッキリ。
「ベットがベットベト」
「お笑いオムニバスGP」からの流用。マッサージのためベットにうつ伏せの体制で横になるように促されるが、ベットの底が抜け落下。ベットの中には粘性のある赤い塗料が入っており、その名の通り「ベットベト」な姿にされる。
秒で回文ドッキリ
回文をそのまま実行するというドッキリ。例として「リモコンてんこ盛り」では1万本のリモコンが降りかかる。

### ゲームコーナー
いずれもゲストは偽の企画内容を伝えられて収録に臨まされるドッキリの体裁となっている。

#### 記憶忍者隊 マッサマン
向井扮する記憶のヒーロー「マッサマン」と番組が集めた記憶力が強い小学生とゲストで古今東西ゲームをするコーナー。
基本的に古今東西ゲームと同じだが、同じ答えは二度使えない一般的なルールと異なり、一度言った答えも記憶して順番通りに言わなければならず、難易度が徐々に上がっていくため、知識量だけでなく記憶力も問われる。60秒以内に答えを言えないと負け（後にロスタイムとして、時間後も間違えるまで時間が延長されるようになった）。途中で誤答をしてもいいが、その場合は再び最初から答えを言い直さなければならない（ただし、このルールは自然に消滅している）。ゲストが加わった場合、敗者脱落方式となり、お題の解答もリセットした上で2回戦が行われることもある。マッサマン・ゲストが負けたら即座に罰ゲームが行われる（小学生は免除）。
- 罰ゲームの内容は開始当初は地上40メートル逆バンジー（垂直に飛んでいく）を行っていた。なお2024年8月31日の4時間スペシャルでは「斜め後ろ」に飛んでいく構図となった。2025年4月19日の放送回から磔になった状態で円盤が高速回転する新必殺技「マッサマンスピン」に変更された。

誕生の経緯
元々は「バンジー・ロワイアル」（後述）にて、2022年の4時間SPで菊池に惨敗を喫した向井のリベンジマッチが行われた際、高学歴で記憶力が良い菊池をなんとか倒してもらおうと考えられたお題「タイ料理の名前」で菊池が発した「マッサマンカレー」を向井は記憶出来ず、またも惨敗を喫した。それを見た菊池が『ガッチャマンの歌』の替え歌で「飛べ 飛べ マッサマン」と歌ったことからこのキャラクターが誕生した。コーナー主題歌として「ガッチャマンの歌」のパロディを元にした「マッサマンの歌」を菊池が歌唱している。
向井が菊池に再リベンジするため、絶望的な記憶力を鍛え直すのが、コーナーの目的である。
このキャラクターは瞬く間に人気になり、『お台場冒険王2024〜人気者にアイ♡LAND〜』のメインキャラクターに抜擢された。
マツダマン
マッサマンに史上初めて敗れた松田元太（Travis Japan）が扮するマッサマン専属お助けヒーローで、2024年2月10日の放送回で初登場した。時間切れになったマッサマンの代わりに答え、成功したらマッサマンは復活できる。使えるのは1回限りで、マツダマンが失敗した場合もマッサマンの負けとなる。ただし、マツダマン自身はあくまで既に負けているマッサマンの救済という立場のため罰ゲームは無い。
なお、2024年より松田自身がぽかぽかの月曜レギュラーメンバーに選ばれているため、回によっては（対戦前には来ていながら）マッサマンがピンチの時に呼んでも、ぽかぽかに行かなければならないため、途中で抜け出している。

#### バンジー・ロワイアル
「マッサマン」の前身企画。レギュラー加入当初空回りすることが多かった向井が持つリアクションのポテンシャルを最大限に引き出すために企画された。ルールは「マッサマン」と同様だが、異なる2〜3箇所のバンジージャンプ台を同時中継で結んで対決する。基本的に3人以上で行われるが、2人の場合もあり、その場合はどちらかが2勝するまで行われる。

#### ボムマジ爆発
偽のインタビューで招集された3～5人のチャレンジャーが、言いにくいフレーズを全員で噛まずに言い切るゲームを強制参加させられる。1度も噛まずに5周言い切れば成功で賞金を獲得できるが、3回失敗してしまうと全員の椅子が爆発し、同時に座面に仕掛けられているビリビリを喰らう罰ゲームがある。成功しても賞金倍額がかかったダブルアップチャレンジに強制参加させられる。3周言い切れば成功だが、1回でも失敗すると前述と同じ罰ゲーム。
27時間テレビなど特別版にて対戦形式で行われることがある。2024年8月31日の4時間スペシャルでは本放送内で初めて対戦形式で開催され、Snow Man（向井・深澤辰哉・宮舘涼太）とtimelesz（菊池・佐藤勝利・松島聡）が対戦した。その際、1番手である向井が連続でミスをしたことから「向井のみ失敗してもスルー」というルールで行われた。
進行役は「ボムバーマン」。これまで登場したボムバーマンは以下の通り。
- 小木ボムバーマン（小木博明(おぎやはぎ)）
- 長谷川ボムバーマン2号（長谷川忍（シソンヌ））
- 柴田ボムバーマン3号（柴田英嗣（アンタッチャブル））
- 春日ボムバーマン4号（自称・カスバーマン）（春日俊彰(オードリー)）…初登場時は本人もゲストとともに仕掛けられた。

### その他のドッキリ
ゲゲゲの鬼太郎でドッキリかけちゃうぞ
宮田俊哉（Kis-My-Ft2）考案。テレビアニメ『ゲゲゲの鬼太郎』に登場する妖怪に山内健司（かまいたち）などが扮し、ターゲットに気づかれないようにこっそり近づいてイタズラをする。ターゲットに気づかれると終了。2018年4月1日から2020年3月29日まで放送されていたテレビアニメ版第6期の鬼太郎（声 - 沢城みゆき）、目玉おやじ（声 - 野沢雅子）、ねこ娘（声 - 庄司宇芽香）がVTRの解説を担当（同アニメ放送終了後も引き続き担当）。
悪魔の契約ドッキリ
一般家庭の父親が子供が指定したおもちゃを賭けて小学生の強豪ドッジボールチームに挑戦する。制限時間は60秒。逃げ切ると成功でおもちゃを獲得できるが、3回当てられると失敗で面目丸つぶれとなる。進行役は悪魔くんのメフィストに扮したあばれる君（スケジュールの都合で山本賢太が代役を担当したこともある）。ゲゲゲの鬼太郎でドッキリかけちゃうぞ同様鬼太郎（声 - 沢城みゆき）と目玉おやじ（声 - 野沢雅子）がVTRの解説を担当。目玉おやじが父親の動きを何かに例え、映像が加工される。なお、マッサマンにあばれる君が登場した際には、本人にはこのコーナーの収録と聞かされていたことから、冒頭部分に鬼太郎親子のナレーションが加えられていた。
アイドルとデートドッキリ
塚田僚一（A.B.C-Z）考案。アイドルが好きな一般の中学生をターゲットに、地元で憧れのアイドルとひょんな形で遭遇。「過酷なスケジュールから逃げ出してきた」「記憶喪失になってアイドルだったことを忘れてしまった」など漫画のようなベタな展開のもと、追手から逃れつつ2人きりの時間を楽しんでもらう。
アイドル都市伝説ドッキリ
ヒロミ考案。「アイドルの家に訪ねてきた警官が実は殺人犯だった」「ファンからのDVDを再生したらファンが自分の家で勝手に撮影している映像だった」「生配信中に怪奇現象が起きる」というような、恐怖の都市伝説を実際に再現し、アイドルに仕掛けて怖がらせる。
泣けるドッキリ
徳光和夫考案。芸能人の父に対し、日頃面と向かっては言いにくい感謝の気持ちをメモリプレイの要領で伝える。
親孝行ドッキリ「スターが突然実家に！」
阿部祐二・阿部桃子考案ドッキリ。ターゲットは芸能人の親で、「子供の伝手で憧れのスターが家に来ることになった」というシチュエーションに置かれたターゲットのリアクションを家に仕掛けた隠しカメラでモニタリングする。
共演NGドッキリ〜女のガチケンカ〜
佐藤仁美考案。頼りなさそうな男性芸能人をターゲットに迎え、仕掛け人の女優2人（実は仲良し）が険悪なムードから最終的に殴り合いに発展する中で、ターゲットがどのように対応するかを検証する。
当たってビックリ!?外れてドッキリ!?ジャンボ宝くじ企画
宝くじの偽番組にてターゲットが自腹でジャンボ宝くじを購入。万が一本当に当選すれば「テレビ史上初の高額当選の瞬間」として本物のドキュメンタリーになるが、外れた場合はターゲットに偽の抽選会映像を見せて「1等が当選した」と報告し、巨額の当選金を前にどういう反応を見せるかを観察するドッキリにチェンジする。
名作どっきりリバイバル
かつての『スターどっきり（秘）報告』で行われた名作どっきりを21世紀に復活させるシリーズ。
全校集会スピーチサプライズ
学校に仕掛け人となる芸人が訪問。退屈なイメージのある全校集会のスピーチをプロデュースし、学生を笑わせる。校長・教頭先生と生徒会長の対決形式となる場合もある。
無人運転ドッキリ
ターゲットがワゴン車に乗ると運転席が無人の車が突然走り出し、乗っているターゲットをパニックに陥れるドッキリ。ターゲットが乗る後部座席と運転席の間には柵があり、運転席に行く事は出来ない。道中では壁や民家の庭に激突しそうになったり、ニセ警官がワゴンに飛び移り停止を試みるも失敗して撤退するといったギミックもある。実際はワゴン車の後ろ側に運転席、車の前を映すモニターがあり、運転手は狭い運転席でモニターを見ながら運転する。
逃走中じゃないドッキリ
富士急ハイランド内にあるお化け屋敷「絶凶・戦慄迷宮」で行われるドッキリ。ターゲットには「普段バラエティ番組に出演しない大物俳優やタレントと共演」と伝えているが、実際に建物内を逃げ回っているのはターゲットのみであり、他の挑戦者に扮した沙羅や河口こうへいなどのものまねタレントが別室に待機し、電話で連絡をとる形で誤魔化している。また、ハンターはゾンビ化した「ゾンター」という設定で複数徘徊しているが、ターゲットが視界に入っていてもある程度まで接近するに留まり、絶対に捕まえない。
めざまし生中継ドッキリ
『めざましテレビ』とのコラボ。早朝の中継リポーターの名目でロケ現場付近のホテルに前日から宿泊・就寝しているターゲットに「事前通知していた中継開始時間が間違いで、実際は10分後に始まる」という嘘を伝えて強制的に起こし、メイクも着替えもしていない状態で現場まで全力疾走させる。
JANKEN impossible（ジャンケンインポッシブル）
菊池と長谷川が東京23区内のどこかに忍び込み、芸能人だとバレたら即終了というもの。忍び込むのは予告ジャンケンに負けた方で、混乱を防ぐため珍妙な設定の扮装をしながら行かねばならない。
絶体絶命ドッキリ
ターゲットの男性芸能人が偽のロケの合間にホテルの大浴場で入浴していると、その間に下着などの着替えが入っている4桁のダイヤル式ロッカーのカギの番号を、スタッフによって勝手に変えられてしまう。さらに「女湯と男湯が入れ替わる」というアナウンスが流れた後、2人組の女性グループがやってきて、生配信をしながら実況する声が聞こえてくるという絶体絶命の状況に立たされた時、ターゲットがどういった行動をとるのか検証する。
元ヒーロー俳優ドッキリ
仮面ライダーシリーズやスーパー戦隊シリーズなどに出演経験のある男性俳優に仕事で共演する女性タレントに助けを求められた際、助けてくれるのかを検証するドッキリ。
生放送に大遅刻ドッキリ
『ぽかぽか』とのコラボ。局アナウンサーや「今をときめくイケメン」など、レギュラー出演者に対し生放送前に偽番組などで散々疲れさせ、さらにヘッドスパで気持ちよくして熟睡させ、本人が気付いた時には生放送が始まっており、放送終了前に到着するまでさまざまなトラップとなるドッキリが仕掛けられる。

## 収録中の事故
2024年11月、「秒でげろっくまくん」のドッキリ撮影中にターゲットの山本浩司（タイムマシーン3号）が骨折する事故が発生した。

## スタッフ
レギュラー版（※=レギュラー版から加入）
- ナレーター（※）：バッキー木場【毎週】、道岡桃子、伊藤利尋（伊藤→フジテレビアナウンサー、第4弾と※）、立本信吾、内田嶺衣奈、田淵裕章、藤本万梨乃、新美有加、酒主義久、安宅晃樹、松村未央（立本～松村→フジテレビアナウンサー、藤本・新美・安宅・松村→※）、沢田敏子、襟川麻衣子、松丸智子、中野泰佑、内匠靖明、水原英里、神谷浩史、宮崎珠子、宮園拓夢、狭川尚紀、兼田めぐみ、根本京里、倉本真人（沢田以後→※、松丸・兼田→一時離脱→復帰）【週替り】
- 構成・演出：酒井健作（※2022年7月以降、チーフディレクター兼務の回あり）
- 構成：田中到（※）
- TP：馬塲義土（フジテレビ、※）
- TD（※）：高瀬義美（以前はTP→TM）
- CAM：渡邊信太郎（※）
- VE：高橋正直（第3弾-）
- AUD：本間祥吾、松本良道（共に※）【週替り】
- 照明：本澤啓史（以前も担当）【毎週】、河野誠、川田敦史、楢橋秀満、黒井宏行（本澤〜黒井→※）【週替り】
- 美術プロデューサー：棈木陽次（フジテレビ／フジアール）、矢野雄一郎（フジアール、矢野→※）
- 美術デザイン：永井達也（フジテレビ／フジアール）
- アートコーディネーター（※）：内山高太郎（フジアール、特番時は美術進行と表記）
- 大道具：杉本孝宏（第4弾は大道具操作と表記）
- 持道具（※）：若林瑞帆、照井愛実（共に※）【週替り】
- アクリル装飾：加藤徳格、北村悠陽（共に※）
- 電飾：平野寛（※）
- 装飾（※）：乾川太志、西村玲子（共に※）【週替り】
- 特殊装置（※）：桑島亮太（※）
- 特効：菅谷守（※）
- 造型：高野正義（第4弾は特殊造型と表記）
- 衣装（※）：尾島舞、中川博次、關山裕希（共に※）【週替り】
- メイク：山田かつら（第2弾-）
- 美術協力（※）：フジアール（第4弾は技術協力と表記）
- 音響効果：松下俊彦、穂積尚子（※）
- 編集：山下大樹、遠藤徳光、門山周介、水田峻介（共に※）【週替り】
- MA：横井秀也（※）
- 技術協力：ニユーテレス、SWISH JAPAN、fmt（ニュー→第1弾-、fmt→第4弾-、SWISH→※）
- 協力：東京オフラインセンター、メディアプルポ、若槻春乃、ハップいしもと【毎週】、LOGIC ENTERTAINMENT、白川真二、あのザキプロ【不定期】（全社→※）
- 動物監修（※）：香川彰範、長嶺幸介（共に※）【不定期】
- 広報宣伝（※）：飯泉英一郎（フジテレビ、※、一時離脱→復帰）
- デスク（※）：葉山和可菜（※）
- TK：星(堀)美香
- 制作スタッフ（第4弾-）：鈴木安悠花、上荒磯慶、小林健太、水江真太郎、本山康平、捧歩夢、田中あいる、広瀬由依菜、井上美鈴、岡谷陽向、高(髙)塚啓太、髙原暖、鈴木昴太、吉田安、古田奈央、田中玲那、加嶋龍一、髙木春菜、中島早奈恵、古川さくら、鈴木紀香、増谷直之、鷹田隆翔、谷村安菜、笹田有(侑)那、渡口鈴夏、神田もにか、伊藤優希、松本有未、オールバック髙原、鹿野蒼(碧)生、橋本茉菜、神田菜月、古川凌、小林真弥、林輝海、太田朱音、中村光希、李英哲、岡田義隆、田中里奈、渡辺佳吾、安田祐、小澤拓真、木塚萌、熊崎颯世佳、福島愛香、大場貴幸、平川功、芝下真葵、山田乃愛、塩原茉弥、月村友哉【週替り】（全員→※）
- AP：根本成実、村山友美（共に→※）
- ディレクター：吉田渉・岡耕平・福島悠人・山﨑貴博（フジテレビ、山崎→※2023年10月頃までプロデューサー→一時離脱）、渡辺剣太（えーすてれび）、木村麗(綾)乃・阿部雄大（フリーピット）、水主惟弘（ビー・ブレーン）、高橋大樹、小崎市太郎、枽原知輝、但木洋光・阪口悠樹（オラフズ）、池田靖（ビー・ブレーン）、竹本聡志・吉村直暢（メディアプルポ）、井関雅之、伊藤瑚乃美、百々隆了、松尾竜二、木村洋平、寺尾康佑、田中杏、山田佳樹・濱崎誠也（b-DASH）、滝澤果子、小木曽克典、辻井孝之（daInaRI）、許斐康公、田場亮耶、願法健【週替り】（吉田→以前は演出/ディレクター→一時離脱、それ以外→※、渡辺・高橋・福島・願法→以前は制作スタッフ、渡辺・木村・阿部→以前は毎週）
- チーフ/ディレクター：金城和彦（b-DASH）、益田洋平、間島陸（間島→フジテレビ）【週替り】
- チーフディレクター：赤坂康一（フリーピット）、石武士（ビー・ブレーン）、久保基樹、小笠原豪、渡辺恭三、角山僚佑（フジテレビ）（全員→※、石・久保→以前はディレクター、赤坂→以前は演出/ディレクター→一時離脱、渡辺→以前は演出→一時離脱、角山→以前はディレクター）【週替り】
- プロデューサー：木村壮（フジテレビ、2025年8月2日-）、勝又郁乃（イージスネットワーク）、高橋洋子（クラフト）、坂本耕司（プラモ合同会社）、小野智香、渡邊恵美、平尾基樹【毎週】、橋本美穂、田中慶（LOGIC ENTERTAINMENT）、中附智貴、鈴木美帆（ビーダッシュ）、成田真司（つくりて）、緒方夏子（スタッフラビ）、夫馬教行・鯉江舞（D:COMPLEX）【不定期】（全員→※、橋本→以前はAP）
- 総合演出：中川将史（フジテレビ、※、第4弾はディレクター→※2022年6月頃まで毎週演出）
- 企画・チーフプロデューサー：蜜谷浩弥（フジテレビ、第1,2弾は企画・プロデュース、第3,4弾はCPのみ）
- 制作協力：フリーピット（フリー→※、以前は協力）【毎週】、b-DASH、ビー・ブレーン、EpocL、つくりて、スタッフラビ、D:COMPLEX、よしもとブロードエンタテインメント【週替り】（ビー〜よしもと→※）
- 制作：フジテレビ編成総局バラエティ制作局バラエティ制作センターバラエティ制作部（第2弾までは第二制作センター→編成制作局制作センター第二制作室）
- 制作著作：フジテレビ

### 過去のスタッフ
- 制作統括：中嶋優一（フジテレビ、第3弾-2020年9月、第2弾までCP）
- ナレーター：西川真美、樋柴智康（第1弾）、近石真介、川原慶久、武田祐子（近石以降→第2弾）、山寺宏一（第3弾）、生田竜聖（※・2018年11月10日）、秋元優里、谷岡慎一（共に→※・2018年12月8日）、ゴブリン（※・2019年1月26日）、渡辺和洋（※・2018年11月24日・2019年7月13日）、西山喜久恵（フジテレビアナウンサー、※・2018年11月10日・2019年1月26日・3月9日・5月4日・8月3日）、杉原千尋、浜田治貴、牧原俊幸（※、2019年7月13日）（生田〜谷岡・渡辺・西山・杉原→フジテレビアナウンサー）、小柳良寛（※、2020年10月10日）、千葉繁（※、2021年7月3日）
- 構成：安部裕之（第1弾）、森泉たつひで（第1,2弾）、加藤淳一郎（第2,3弾）、大平尚志（第4弾）、とちぼり元、奥田泰、なかじまはじめ/高須光聖（奥田・なかじま→※、とちぼり・奥田→2020年9月まで、高須→第4弾-※）
- TP：児玉洋（フジテレビ、※）
- SW：小川利(之)行（第1弾）、小林光行（第2弾）、長瀬正人（第3弾）、小出豊（※・2018年11月17日・24日）、秋山真人・秋山勇人（※）
- CAM：上田軌行（第1,4弾）、伊藤憲二（第2,3弾）
- 中継CAM（※）：藤本伸一（※・2019年2月23日・7月13・27日）、木俣希（※・3月9日）、池田孝弘（※）、吉原喜久（※・8月24日）
- VE：原啓教（第1弾）、土井理沙（第2弾）
- スロー（※）：平岩佐織（※・2018年11月10日）
- 音声：森田篤（第4弾、第3弾まではAUDと表記）
- 照明：甲斐則行（第3弾）、藤沢勝（第4弾）
- 編集：林奈緒（第1弾）、岩崎秀徳、後藤勝利（第2弾）、三浦秀稔（第3弾）、北澤孝司（第4弾）、稲垣浩二（※）
- MA：木村亮允（第1弾）、渡辺真義（第2弾）、倉光恵一（第3弾）、大木久雄（第4弾）
- 音響効果：佐伯綾乃（第2弾）、浅利聡美（第3弾）、クォン・ジンホ
- 美術プロデューサー：丹野ありさ（第4弾）
- 美術デザイン：鈴木賢太（フジテレビ、第1,2弾・※）
- 美術進行：中村秀美（第4弾）
- 大道具：裏隠居徹（第4弾）
- 持ち道具（※）：佐藤なな子（※）
- アクリル装飾：斉藤祐介、谷口航平（谷口→※）
- 電飾：岩瀬直幸(孝)（第1,2弾）
- 特殊装置（※）：後藤佑介（第3,4弾は電飾）
- 特効：飯塚生臣（第3弾までは特殊効果と表記）
- 生花装飾（第4弾）：荒川直史
- アートフレーム：石井智之（第3弾まで）
- 空撮（※）：岡田夏海（※）
- メイク：槙野ほたる（第1弾）
- CG：秋里直樹（第1弾）、キャニットジー（第2,3弾）
- 協力：m&m mediaservices、三慶サービス他
- 撮影協力：ポジティヴワン（第1,2弾）、turn up
- 技術協力：IMAGICA Lab.（※、第3弾までIMAGICAと表記）、ジノ・ソニック、エムジェイ（共に第4弾）、Omnibus JAPAN（※）
- 編成（第4弾-）：稲葉直人（第4弾）、橋本英司（※）、高田雄貴（※）（フジテレビ）
- 広報：高橋慶哉（フジテレビ、第4弾まで）
- 広報宣伝（※）：亀山哲生、根本智史、友田綾乃（フジテレビ、共に※）
- デスク：吉岡沙織（第1,2弾）、榎本かすみ（第3,4弾）、高橋沙織、海藤智美、山崎尚美、佐々木紗華（高橋〜佐々木→※）
- AD：友岡照吾（IVSテレビ制作、第1,2弾）、加藤佐英里、豊巻紘宣（第1弾）、伊藤佑樹（第2,3弾）、松本ゆみ（第2弾はディレクター）、村上直美、佐藤駿、石鉢智也・波立奈々（IVSテレビ制作）、瀬田真弓（第3弾）
- 制作スタッフ（第4弾）：藤田紗矢香(佳)（第3弾はAD）、山口恭司（第3弾・※）、大田喜紀、柿本雄太、山下達之介、杉浦栄司、寺西望、勝田裕香、佐藤敬祐、中村洋平、菅谷嘉香、坂本佑哉、比嘉愛佳、藤井美音（IVSテレビ制作）、青木香澄（IVSテレビ制作）、桒原知輝、多胡雄之介（IVSテレビ制作）、田中杏、北川文菜（IVSテレビ制作）、山田寿美香、潮真介、亀澤竜馬、黒川珠季、田口澪、井上杏花、山田淳哉、緑川力輝、田中瑞絵、山本隼正、田中理奈、加嶋龍一、長谷茉里乃、久保田麗華、葛島若菜、田中俊大、小野寺陽菜（多胡→第3弾・※、大田～山下→第4弾、杉浦～菅谷・藤井以降→※、亀澤・黒川→毎週）
- AP：岡田怜子（第4弾まで）、井口恭子（IVSテレビ制作、第3弾）、倉橋玲奈（第3弾と※）、山口紋佳・白木晋平・重見真貴・藤田由美・石川好子・榎本早希（IVSテレビ制作、藤田以外→※、石川→第3弾・※）、大空優生（b-DASH、※）、山口芳枝、湯田遥水、松本奈緒美、吉田寛（daInaRI→D:COMPLEX）、高橋寿菜（b-DASH）、北方美有、丸山由衣、山田江里菜（山口芳以降→※、松本→一時離脱→復帰、北方・丸山→以前は制作スタッフ）【週替り】
- 制作P：青木広美（第3弾まで）
- ディレクター：市川貴弘（IVSテレビ制作）、水沼保和（IVSテレビ制作）（第1,2弾）、西川竜介（IVSテレビ制作）、前田朗光（第1弾）、山崎勝（IVSテレビ制作）、九重良輔（IVSテレビ制作）（第2弾）、財津猛（第2,3弾）、大塚真史（IVSテレビ制作）、安部聖之（アズバーズ）、渡辺大介、瀬野瑛（IVSテレビ制作、第1弾はAD）、里永知洋（IVSテレビ制作）（共に第3弾）、矢川東哉（IVSテレビ制作、第4弾）、飛田竜平（アルファ・グリッド、※）、矢﨑ゆうこ（IVSテレビ制作、第4弾は制作進行、Dは※）、金澤賢史(クリエターズボックス)、勝木拓郎（花組）、加藤武・杉野幹典（フジテレビ）、松林里奈・吉田憲祐・江本俊・中村優介・山橋愛佳・石鉢智也・稲毛良（IVSテレビ制作、松林→第1弾はAD、江本→第4弾はAD）、田中緑、松井一樹（フリーピット）、佐藤野枝、桂田心（IVSテレビ制作）、青柳剛（つくりて）、尾形正喜、加藤大輝、佐藤駿、豊原香住、岡本圭太（メディアプルポ）、栗原悠太郎・内村貴徳（IVSテレビ制作）（共に※、桂田・加藤→以前は制作スタッフ、内村→第2弾はAD、第4弾は制作スタッフ、栗原→第4弾-、栗原→以前は製作スタッフ）
- 演出：宮木正悟・竹内誠（フジテレビ）、渡辺将司・多田隆人・千頭浩隆・小林啓之・青木祐太・渡部一貴（IVSテレビ制作）、松本泰治（LINGUS、宮木・竹内・多田・渡辺・松本→※、千頭→第3,4弾は演出、※途中までディレクター、小林→第1,2弾は演出、第3・4弾・※は以前はディレクター、青木→第1,4弾と※途中までディレクター、渡部→第1,4弾と※途中までディレクター）
- チーフディレクター：当麻晋三（フジテレビ）、鈴木靖広、黒澤寛（クリーク・アンド・リバー社）、西田賢（スタッフラビ）、武田喜栄（IVSテレビ制作）（全員→※、当麻→以前は演出→一時離脱、鈴木→以前はディレクター、武田→以前は第3弾まで・※2019年3月頃までは演出/ディレクター→演出→一時離脱）【週替り】
- 総合演出：中村秀樹（IVSテレビ制作）、木村剛（フジテレビ、※）
- プロデューサー：矢﨑裕明（フジテレビ、※2020年10月10日まで）、大川友也（フジテレビ、※2021年7月3日まで）、加藤智章（フジテレビ、※2025年3月-7月）、澤井慎幸（IVSテレビ制作、第3,4弾）、佐熊礼子（IVSテレビ制作、第3弾までは制作P）、安部公代（第4弾）、新井勝也（IVSテレビ制作、※、第1,2,4弾はディレクター）、笠井彩（IVSテレビ制作、第1弾はAP、第2,3弾は制作P）、佐藤基（IVSテレビ制作）、須山由佳子（IVSテレビ制作、第4弾と※）、渡邉正人（IVSテレビ制作）、小林靖(やす)子（エスエスシステム、※2022年1月まで）、石井伸幸（フリーピット）（佐藤〜石井→毎週）
- 制作協力：IVSテレビ制作

## ネット局
レギュラー版
| 放送対象地域   | 放送局                            | 系列                                         | 放送時間（JST）                         | ネット状況                                    |
| -------------- | --------------------------------- | -------------------------------------------- | --------------------------------------- | --------------------------------------------- |
| 関東広域圏     | フジテレビ（CX）                  | フジテレビ系列                               | 土曜 20:00 - 21:00 ↓ 土曜 19:00 - 20:00 | 制作局                                        |
| 岩手県         | 岩手めんこいテレビ（mit）[注釈 6] | フジテレビ系列                               | 土曜 20:00 - 21:00 ↓ 土曜 19:00 - 20:00 | 同時フルネット                                |
| 秋田県         | 秋田テレビ（AKT）                 | フジテレビ系列                               | 土曜 20:00 - 21:00 ↓ 土曜 19:00 - 20:00 | 同時フルネット                                |
| 山形県         | さくらんぼテレビ（SAY）[注釈 7]   | フジテレビ系列                               | 土曜 20:00 - 21:00 ↓ 土曜 19:00 - 20:00 | 同時フルネット                                |
| 島根県・鳥取県 | さんいん中央テレビ（TSK）         | フジテレビ系列                               | 土曜 20:00 - 21:00 ↓ 土曜 19:00 - 20:00 | 同時フルネット                                |
| 岡山県・香川県 | 岡山放送（OHK）                   | フジテレビ系列                               | 土曜 20:00 - 21:00 ↓ 土曜 19:00 - 20:00 | 同時フルネット                                |
| 広島県         | テレビ新広島（tss）               | フジテレビ系列                               | 土曜 20:00 - 21:00 ↓ 土曜 19:00 - 20:00 | 同時フルネット                                |
| 福岡県         | テレビ西日本（TNC）[注釈 8]       | フジテレビ系列                               | 土曜 20:00 - 21:00 ↓ 土曜 19:00 - 20:00 | 同時フルネット                                |
| 佐賀県         | サガテレビ（STS）                 | フジテレビ系列                               | 土曜 20:00 - 21:00 ↓ 土曜 19:00 - 20:00 | 同時フルネット                                |
| 熊本県         | テレビくまもと（TKU）             | フジテレビ系列                               | 土曜 20:00 - 21:00 ↓ 土曜 19:00 - 20:00 | 同時フルネット                                |
| 鹿児島県       | 鹿児島テレビ（KTS）               | フジテレビ系列                               | 土曜 20:00 - 21:00 ↓ 土曜 19:00 - 20:00 | 同時フルネット                                |
| 北海道         | 北海道文化放送（uhb）             | フジテレビ系列                               | 土曜 20:00 - 20:54 ↓ 土曜 19:00 - 20:00 | 同時ネット （20:54飛び降り） ↓ 同時フルネット |
| 宮城県         | 仙台放送（OX）                    | フジテレビ系列                               | 土曜 20:00 - 20:54 ↓ 土曜 19:00 - 20:00 | 同時ネット （20:54飛び降り） ↓ 同時フルネット |
| 福島県         | 福島テレビ（FTV）                 | フジテレビ系列                               | 土曜 20:00 - 20:54 ↓ 土曜 19:00 - 20:00 | 同時ネット （20:54飛び降り） ↓ 同時フルネット |
| 新潟県         | NST新潟総合テレビ（NST）[注釈 9]  | フジテレビ系列                               | 土曜 20:00 - 20:54 ↓ 土曜 19:00 - 20:00 | 同時ネット （20:54飛び降り） ↓ 同時フルネット |
| 長野県         | 長野放送（NBS）                   | フジテレビ系列                               | 土曜 20:00 - 20:54 ↓ 土曜 19:00 - 20:00 | 同時ネット （20:54飛び降り） ↓ 同時フルネット |
| 静岡県         | テレビ静岡（SUT）                 | フジテレビ系列                               | 土曜 20:00 - 20:54 ↓ 土曜 19:00 - 20:00 | 同時ネット （20:54飛び降り） ↓ 同時フルネット |
| 富山県         | 富山テレビ（BBT）                 | フジテレビ系列                               | 土曜 20:00 - 20:54 ↓ 土曜 19:00 - 20:00 | 同時ネット （20:54飛び降り） ↓ 同時フルネット |
| 石川県         | 石川テレビ（ITC）                 | フジテレビ系列                               | 土曜 20:00 - 20:54 ↓ 土曜 19:00 - 20:00 | 同時ネット （20:54飛び降り） ↓ 同時フルネット |
| 福井県         | 福井テレビ（FTB）                 | フジテレビ系列                               | 土曜 20:00 - 20:54 ↓ 土曜 19:00 - 20:00 | 同時ネット （20:54飛び降り） ↓ 同時フルネット |
| 中京広域圏     | 東海テレビ（THK）                 | フジテレビ系列                               | 土曜 20:00 - 20:54 ↓ 土曜 19:00 - 20:00 | 同時ネット （20:54飛び降り） ↓ 同時フルネット |
| 近畿広域圏     | 関西テレビ（KTV）                 | フジテレビ系列                               | 土曜 20:00 - 20:54 ↓ 土曜 19:00 - 20:00 | 同時ネット （20:54飛び降り） ↓ 同時フルネット |
| 愛媛県         | テレビ愛媛（EBC）                 | フジテレビ系列                               | 土曜 20:00 - 20:54 ↓ 土曜 19:00 - 20:00 | 同時ネット （20:54飛び降り） ↓ 同時フルネット |
| 高知県         | 高知さんさんテレビ（KSS）         | フジテレビ系列                               | 土曜 20:00 - 20:54 ↓ 土曜 19:00 - 20:00 | 同時ネット （20:54飛び降り） ↓ 同時フルネット |
| 長崎県         | テレビ長崎（KTN）[注釈 10]        | フジテレビ系列                               | 土曜 20:00 - 20:54 ↓ 土曜 19:00 - 20:00 | 同時ネット （20:54飛び降り） ↓ 同時フルネット |
| 宮崎県         | テレビ宮崎（UMK）                 | フジテレビ系列 日本テレビ系列 テレビ朝日系列 | 土曜 20:00 - 20:54 ↓ 土曜 19:00 - 20:00 | 同時ネット （20:54飛び降り） ↓ 同時フルネット |
| 沖縄県         | 沖縄テレビ（OTV）                 | フジテレビ系列                               | 土曜 20:00 - 20:54 ↓ 土曜 19:00 - 20:00 | 同時ネット （20:54飛び降り） ↓ 同時フルネット |
| 大分県         | テレビ大分（TOS）                 | 日本テレビ系列 フジテレビ系列                | 不定期放送                              | 遅れネット                                    |
| 青森県         | 青森放送（RAB）                   | 日本テレビ系列                               | 不定期放送                              | 遅れネット                                    |
- 番組終盤の20:54 - 21:00（第1期）は「ローカルセールス枠」のため、フジテレビ以外の通常時フルネット局でも臨時に20:54（第1期）で飛び降りする一方、通常時末尾6分除く同時ネット局でも臨時フルネットで放送する場合がある（19:00からの2時間スペシャル、4時間スペシャル放送時も同様）。
- 第2期はスペシャル放送時を除き、ローカルセールス枠は設けられず、全局20:00終了。
- 一部地域で放送されない最後の約6分間は、基本的には本編のドッキリのリピートで構成されることが多いが、まれに本編に入り切らなかったドッキリを放送することもある。